# Согласіє
«Согласіє» - таємне товариство гімназистів в Чернівцях у 1870-их роках.

## Створення
Створення 1869 року «Руської Бесіди» пробудило й буковинську молодь. Зокрема почала самоорганізовуватись місцеві гімназисти, які прагнули протистояти тотальній румунізації, що проводилась їхніми вчителями.
Пізніше Степан Смаль-Стоцький так визначив причини, що спонукали до активізації руської молоді у краї:
|  | ...Ученики Русини з висшої гімназії почули потребу пригорнути ся тісніше один до одного, сполучити ся до купи в якесь одно тіло, щоб тим зорганізувати відпорний рух, а также щоб взаємно у себе розбуджувати, защіплювати і підтримувати почуте народне... |

29 жовтня 1870 року за ініціативи Варнави Вільчинського та Омеляна Монастирського 23 чернівецьких гімназиста засновали таємне товариство «Согласіє».

Мета товариства була визначена в статуті організації:
|  | ...Возбудженіе руского духа, образованіє ся въ русскомъ язицѣ и товариска жизнь... |

Однією з основних форм роботи товариства було читання лекцій – з історії, літератури, правопису. Багато учасників товариства писали власні твори, які читали на вечорницях.

## Розкол і занепад
Як і «дорослі активісти», гімназисти практично відразу через «мовне питання» поділились на два табори – «москвофіли» та «народовці».
Крім того, що існували внутрішні розбіжності, суперечки ще й постійно «підігрівалися» ззовні. Практично відразу «москвофільську групу» під свою опіку взяв російський консул в Чернівцях. Водночас, активно їм протидіяли юнаки-народовці на чолі з Іваном Тимінським та Омеляном Поповичем.

У протоколі одного з засідань  «Согласія»  (1872) є занотований виступ одного з представників «народового табору» Козаркевича:
|  | ...много роздирают собі хавки над кулішівкою, а не знают, что она не єсть нам вредна, но они думают, осли «что», «очень» і «какъ» пишут, или говорут, то уже сут мудриї; також сут такії, которії понеже они отримуют гроші, за тії гроші употребляют таких слів, якії би їм єще большії гроші принесли і стара ют ся своїм дат елям подлизувати ся... |

Через постійні конфлікти з москвофілами 1877 року товариство залишили прихильники «народової течії» (зокрема й керівник «Согласія» в 1876-1877 р.р. Омелян Попович). Широкі маси буковинської молоді остаточно втратили інтерес до цієї організації. Російське консульство переключилося на інші молодіжні проекти, й припинили фінансування.
Того ж року «Согласіє» було ліквідоване.